# اوویا ایر
اوویا ایر (به انگلیسی: Auvia Air) یک شرکت هواپیمایی است که در تاریخ ۲۰۰۴ میلادی تأسیس شده است.
دفتر مرکزی اوویا ایر در اندونزی واقع شده‌است.